# 아가동산 사건
아가동산 사건은 1996년 12월 1일 '아가동산'의 피해자라고 주장하는 이탈자들이 그 동안 아가동산내에서 살인, 폭행, 노동착취 등이 있었다는 진정서를 검찰에 제출하면서 세상에 알려진 사건이다. 김기순을 비롯한 아가동산 간부 5명이 구속된 후 수사와 재판이 진행된 결과, 사건 관련자들은 중형을 선고받았으며 김기순은 특정범죄가중처벌에 관한 법률상 횡령과 조세포탈, 농지법 위반 등의 혐의로 징역 4년에 벌금 56억 원을 선고받았다. 그러나 김기순은 이탈 피해자들이 제기한 살인, 사기, 폭력 등의 혐의에 대해서는 무죄를 선고받은 후 1997년 10월에 보석으로 석방되었다.
잊혀져 가던 이 사건은 20여년만인 2023년 3월에 넷플릭스에서 "나는 신이다" 라는 다큐를 방영하자 다시 회자되었다. 방영직 후 아가동산 측에서 방송금지가처분 신청을 했으나 기각되었으며, 아가동산에 대해 널리 알려지면서 김기순이 실소유이자이자 자금원의 하나인 신나라레코드에 대한 불매운동이 벌어지기도 했다.

## 아가동산

### 기원
김기순(金己順, 女)이 창시한 '아가동산'은 '삭발교'에서 파생되었다. '삭발교'는 이교부(李敎夫)가 창시한 사이비 종교로, 교주 이교부(李敎夫)는 1969년 전북 이리시 주현동에 독립교회인 주현교회 개척하였으나 이후 사이비로 변질되었다. '식발교'라 불린것은 이교부가 삭발한 채 생활했기 때문이다. 그는 자신의 이런 행각에 대해 검소하고 금욕적이었던 김현봉 목사의 영향을 받은 것이라 설파했다. 금욕적인 삶을 강조한 덕에 교세가 크게 성장했으나 1978년 말 '나체댄스사건'이 폭로되며 그의 정체가 드러났다. 이교부는 항의하는 이들에게 강제삭발과 폭력을 행사했고 이로인해 투옥되었다. 이때 김기순은 교회의 중책을 맡고 있었으나 투옥된 이교부와 갈등하다가 조직을 이탈하였다.

### 아가동산 설립
김기순은 삭발교의 이탈자 3백여명과 함께 서울 묵동에서 독자적인 길을 걸었다. 어느 정도 자금이 확보되자 1982년 경기도 이천시 대월면 대대리에 있던 임야 13,200여 평방미터(약 4천여 평)를 구입해 이 곳에 아가농장을 세웠다. 1985년 김기순은 이곳을 "신나라"로 선포했고 1989년에는 "아가동산"의 창시자가 되었다. 목동시절만 해도 삭발교의 영향력이 신자들 사이에 여전히 강해 설교방법과 내용은 그대로 답습했으나 이천에 이주한 뒤부터는 점진적으로 자신만의 독특한 교리를 폈다. 자신은 아가처럼 죄가 없이 깨끗하다며 스스로를 '아가야'라고 부르게 했다. 또한, 아가동산이 개최한 각종 행사와 종교 의식은 김기순을 찬양하는 내용 일색으로 채워 나갔다.

### 세력 확장
세뇌당한 신자들은 이교부를 세례요한, 김기순을 재림예수라고 믿었다. 또한, 아가농장에서 공동생활을 한 신도들은 강제 노동과 집단 성폭행에 시달렸다. 1년에 단 4일만 쉴 수 있었으며, TV 시청과 신문 구독은 물론 외출과 면회가 금지되며 외부세계와 단절되었다. 금욕 생활을 강요당해 부부간 동침금지, 부부 중 한 사람만 조직에서 이탈해도 강제이혼 당했다. 신도들의 사유 재산은 헌납되어 교단의 공동 재산으로 귀속되었고 노동력은 착취당했으며 그 결과 불과 6년 만에 아가동산은 43만 평방미터(약 13만여 평)로 늘어났다. 또한, 서울에 신나라레코드를 설립하여 레코드 유통사업으로 세력을 넓혀갔다.

## 사건 개요
1996년 12월 1일 아가동산의 피해자라고 주장하는 30여 명이 "사이비 종교 집단인 아가동산에서는 1987년과 1988년에 신도 3명이 무참히 살해당했으며 이 중 한 명은 암매장되었다"는 내용의 진정서를 검찰에 제출하면서 수사가 진행되었다. 같은해 12월 12일 아가동산 간부 5명이 구속되었고 도피중이던 김기순은 12월 16일 검찰에 출두하여 신도 살인 및 암매장 등 모든 혐의에 대해 조사를 받은 후 구속되었다.
검찰은 수사결과 아가동산에서는 김기순의 지시로 신도 3명이 살해 당했다고 발표하였다. 1987년 8월 14일 밤 9시에는 7세 아동 최낙원 군은 교주 김기순을 믿지 않는다는 이유로 돼지우리에 격리된 채 1주일 동안 굶은후 폭행 당해 죽었다고 한다. 1988년 1월 2일에는 과수원 관리책임자이던 윤모 씨도 교주의 말을 잘 안 듣는다는 이유로 살해당했으며, 11월 21세 여성 강모 씨는 '교주의 아들을 현혹시켜 교리를 어지렵혔다'는 명목으로 창고로 끌려가 각목에 맞아 타살당했다. 사건발생 당시에 제대로된 수사가 진행되지 않았는데, 이는 유족들의 비협조와 부실한 사체검안 등이 있었으며 이로 인해 수년간 사건이 은폐되었다고 한다.
'아가동산 피해자 대책위원회'가 결성되자 아가동산측은 피해자들을 상대로 협박과 회유를 하였다. 이에 한국기독교총연합회 이단.사이비 대책위원회가 이단, 사이비 종교에 대한 철저한 수사를 촉구하였으며 아울러 '아가동산 피해자 대책위원회' 사무실을 개설했다. 이에 따라 피해자 1백1명으로 구성된 아가동산 피해자대책위원회는 추가 피해사례 접수,법적대응 등의 활동을 펼쳐나갔다.
1997년 4월 29일 검찰은 김기순에게 사형을 구형했고, 나머지 피고인들에 대해서는 중형을 구형했다. 1998년 3월 4일 열린 항소심 공판에서 김기순의 살인이나 사기 등 주요 혐의는 입증할 만한 충분한 증거를 확보할 수 없어 증거재판주의 원칙 하에 무혐의를 선고했으나 원심판결을 유지해 법정구속했다. 또한 김기순의 지시를 받고 주민들을 살해해 암매장한 혐의로 구속 기소된 최경란씨 등 5명에 대해서는 무혐의 처분을 내렸으며 종업원들의 임금을 횡령한 혐의로 구속 기소된 신나라유통 강활모 대표에 대해 징역 2년 6월에 벌금 56억원을 선고했다.
1997년 5월 20일 대법원에서 열린 선고 공판에서 조세 포탈과 횡령, 폭행 등 6가지 혐의에 대해 유죄가 인정되어 징역 4년, 벌금 56억 원을 선고받았으나 폭행, 살해, 암매장에 대해서는 무혐의 처분을 받았다. 이후 같은해 10월에 김기순은 보석으로 석방되었다. 그밖에 신나라 유통 정문교 부사장과 관리인 김호웅 피고인에 대해서는 징역 1년 6월에 집행유예 3년을 선고하고 경리담당 심옥희, 조재원 피고인은 징역 2년 집행유예 3년 벌금 30억원을 선고했다.

## 사건 이후
아가동산 사건이 수면위로 떠올라 검찰수사와 재판이 진행된 것은 아가동산의 전신인 삭발교(주현교회)의 교주 이교부(李敎夫)가 아가동산 이탈자들을 도와 변호사 선임과 탄원서를 작성, 제출하는데 앞장섰기 때문이기도 했다. 이교부(李敎夫)는 1996년 1월에 '주현교부'라는 종교단체를 설립한 후 아가동산 이탈자들과 과거 자신을 추종하던 이들 400여명을 모아 재기를 위해 노력중에 있었다. 이교부는 아가동산을 와해시키기 위해 검찰에도 출석하여 증언하는 등 백방으로 노력했으나 끝내 결실을 거두지는 못했다. 김기순이 1997년 10월에 보석으로 석방된 후 조직을 다시 추스리는데 성공했기 때문이다.
사건발생 5년 후인 2001년에 일부신도들이 행방불명됐던 강모씨의 암매장 장소를 지목함에 따라 경찰이 발굴작업에 나섰다. 아가동산에서 중장비 운전기사로 일했던 윤방수씨에 따르면 "지난 88년 강씨를 신도 2명과 함께 사무소 인근에 묻었다" 고 주장했다. 이 사건과 관련된 내용을 SBS 그것이 알고싶다에서 방영할 예정이었으나 법원의 가처분 신청 인용되어 방송 취소되었다. 2002년 4월에 암매장 시신에 대한 발굴 작업이 재개되었으나 큰 소득없이 작업이 종료되었다.
사건을 담당했던 강민구 검사가 2003년 8월에 이 사건을 주제로 한 실화소설 <뽕나무와 돼지똥>을 출판하기도 했다. 이에 김기순은 저자 강민구를 상대로 '출판물에 의한 명예훼손' 혐의를 걸어 10억원 가량의 손해배상 청구소송을 내는 한편 서울지법 서부지원에 발행처인 해우출판사를 상대로 '출판물 배포금지 가처분 신청'을 냈다. 이에 동년 11월 19일 법원은 김씨가 낸 출판금지 가처분신청을 수용했고, 2004년에 서울서부지법은 김기순에게 일부 승소 판결을 냈다.
사건발생이 후 20 여년이 흘러 잊혀져가던 이 사건은 2023년 3월 3일에 넷플릭스에서 "나는 신이다; 신이 배신한 사람들" 이라는 8부작 다큐멘타리를 방영하며 널리 알려지게 되었다. 5부와 6부에서 아가동산에 대해서 다루었는데, 사회적으로 큰 파장이 발생했다. 아가동산 측에서는 즉시 이에 대해 법원에 방송금지가처분 신청을 냈으나 같은해 5월 24일에 기각당했다. 아가동산측은 아가동산과 김기순에 관한 허위자료를 포함하고 있고 무죄확정된 살인 혐의를 유죄로 의심하게 만들고 있다고 주장하고 있다.
이에 따라 제작에 관여한 MBC와 조성현PD 및 넷플릭스 등을 상대로 방송금지가처분과 별개로 손해배상 청구도 신청하였는데, 이에 대해 MBC 측은 고발성으로 제작한 다큐멘터리라며 '공익성'을 내세우고 있어 법적공방이 진행 중에 있다. 방영이 후 신나라레코드에 대한 불매운동이 벌어지기도 했는데, 이는 김기순이 신나라 레코드의 실소유자이자 아가동산의 주요 자금원이기 때문이었다.

## 사건 일지
- 1996.07.15 - 이탈 주민, 아가동산 비리 진정서 경기도에 다시 제출. 이천경찰서가 재수사 착수.[16]

- 1996.12.01 - 수원지검 여주지청, 이천경찰서로부터 아가동산 관련 수사자료를 인계받고 본격적인 검.경 합동수사 착수.

- 1996.12.07 - 검찰, 살해 및 사기 등 혐의로 설립자 김기순과 관련자 6명에 대한 사전구속영장 청구. 김씨만 영장 발부됨

- 1996.12.16 - 설립자 김씨 검찰 자진 출두. 살인과 특정경제범죄 가중처벌법 위반 등 혐의로 김씨 구속.

- 1996.12.19 - 88년 실종된 강모(당시 21세.여)씨 사체 발굴작업 착수.

- 1996.12.27 - 김씨 등 아가동산 주민 살해 및 사기 혐의 관련자 10명 기소.
- 1998. 6.23 - 대법원, 김씨에 대해 살인 혐의 무죄선고하고 조세포탈죄 적용 징역4년 및 벌금 56억원 선고한 원심 확정
- 2001.07.04 - 실종 강씨 사체 발굴작업 실패.
- 2002.04.02 - 김씨 위증교사 혐의 체포영장 발부. 강씨 사체 재발굴작업 또 실패.[13]
- 2002.04.29 - 공소시효 만료로 김씨 수배해제. 사건수사 사실상 종료.

## 같이 보기
- 한국의 신흥종교
- 신흥종교
- 나는 신이다, 신이 배신한 사람들